# آنزور بولتوکایف
آنزور آداموویچ بولتوکایف (روسی: Анзор Адамович Болтукаев ; متولد ۵ آوریل ۱۹۸۶) یک کشتی‌گیر اهل کشور روسیه است. از افتخارات وی می‌توان به کسب مدال برنز وزن ۹۶ کیلوگرم در مسابقات قهرمانی کشتی جهان ۲۰۱۳ اشاره کرد. وی در سال ۲۰۱۶ میلادی در المپیک ریو در وزن ۹۷ کیلو حاضر بود که در دور اول از والری آندریتسوف اوکراینی شکست خورد و از دور رقابت ها کنار رفت.